# USS Ronquil (SS-396)
USS Ronquil (SS-396) là một  tàu ngầm lớp Balao được Hải quân Hoa Kỳ chế tạo trong Chiến tranh Thế giới thứ hai. Nó là chiếc tàu chiến duy nhất của Hải quân Hoa Kỳ được đặt cái tên này, theo tên một loài trong bộ Cá vược. Nó đã phục vụ trong suốt Thế Chiến II, thực hiện được năm chuyến tuần tra, đánh chìm hai tàu Nhật Bản với tổng tải trọng 10.614 tấn. Sau khi xung đột chấm dứt, nó đã được nâng cấp trong khuôn khổ Dự án GUPPY IIA và tiếp tục phục vụ trong các cuộc Chiến tranh Lạnh và Chiến tranh Việt Nam. Con tàu được chuyển cho Tây Ban Nha để hoạt động như là chiếc Isaac Peral (S-32) từ năm 1971 đến năm 1984; số phận của con tàu sau đó không rõ. Ronquil được tặng thưởng sáu Ngôi sao Chiến trận do thành tích phục vụ trong Thế Chiến II.

## Thiết kế và chế tạo
Thiết kế của lớp Balao được cải tiến dựa trên  tàu ngầm lớp Gato dẫn trước, là một kiểu tàu ngầm hạm đội có tốc độ trên mặt nước cao, tầm hoạt động xa và vũ khí mạnh để tháp tùng hạm đội chiến trận. Khác biệt chính so với lớp Gato là ở cấu trúc lườn chịu áp lực bên trong dày hơn, và sử dụng thép có độ đàn hồi cao (HTS: High-Tensile Steel), cho phép lặn sâu hơn đến 400 ft (120 m). Con tàu dài 311 ft 9 in (95,02 m) và có trọng lượng choán nước 1.526 tấn Anh (1.550 t) khi nổi và 2.424 tấn Anh (2.463 t) khi lặn. Chúng trang bị động cơ diesel dẫn động máy phát điện để cung cấp điện năng cho bốn động cơ điện, đạt được công suất 5.400 shp (4.000 kW) khi nổi và 2.740 shp (2.040 kW) khi lặn, cho phép đạt tốc độ tối đa 20,25 hải lý trên giờ (37,50 km/h) và 8,75 hải lý trên giờ (16,21 km/h) tương ứng. Tầm xa hoạt động là 11.000 hải lý (20.000 km) khi đi trên mặt nước ở tốc độ 10 hải lý trên giờ (19 km/h) và có thể hoạt động kéo dài đến 75 ngày.
Tương tự như lớp Gato dẫn trước, lớp Balao được trang bị mười ống phóng ngư lôi 21 in (530 mm), gồm sáu ống trước mũi và bốn ống phía phía đuôi tàu, chúng mang theo tối đa 24 quả ngư lôi. Vũ khí trên boong tàu gồm một hải pháo 4 inch/50 caliber, một khẩu pháo phòng không Bofors 40 mm nòng đơn và một khẩu đội Oerlikon 20 mm nòng đôi, kèm theo hai súng máy .50 caliber. Trên tháp chỉ huy, ngoài hai kính tiềm vọng, nó còn trang bị ăn-ten radar SD phòng không và SJ dò tìm mặt biển. Tiện nghi cho thủy thủ đoàn bao gồm điều hòa không khí, thực phẩm trữ lạnh, máy lọc nước, máy giặt và giường ngủ cho hầu hết mọi người, giúp họ chịu đựng cái nóng nhiệt đới tại Thái Bình Dương cùng những chuyến tuần tra kéo dài đến hai tháng rưỡi.
Ronquil được đặt lườn tại Xưởng hải quân Portsmouth ở Kittery, Maine vào ngày 9 tháng 9, 1943. Nó được hạ thủy cùng với ba tàu ngầm chị em khác là Razorback, Redfish và Scabbardfish vào ngày 27 tháng 1, 1944, là lần duy nhất trong lịch sử bốn tàu ngầm được hạ thủy trong cùng một ngày. Nó được đỡ đầu bởi bà C. M. Elder, và được cho nhập biên chế cùng Hải quân Hoa Kỳ vào ngày 22 tháng 4, 1944 dưới quyền chỉ huy của Hạm trưởng, Thiếu tá Hải quân Henry Stone Monroe.

## Lịch sử hoạt động

### 1944
Sau khi hoàn tất việc chạy thử máy và huấn luyện ngoài khơi bờ biển New England, Ronquil lên đường để hướng sang khu vực Thái Bình Dương ngang qua kênh đào Panama, đi đến Trân Châu Cảng vào ngày 8 tháng 7, 1944.

#### Chuyến tuần tra thứ nhất
Trong chuyến tuần tra đầu tiên trong chiến tranh từ ngày 31 tháng 7 đến ngày 8 tháng 9, Ronquil hoạt động tại khu vực Đông Bắc Đài Loan và quần đảo Sakishima. Ngoài khơi bờ biển Đài Loan vào ngày 24 tháng 8, lúc 07 giờ 00, nó phóng ngư lôi đánh chìm chiếc tàu chở hàng Yoshida Maru số 3 (4.646 tấn) tại tọa độ 25°13′B 121°49′Đ / 25,217°B 121,817°Đ; 96 binh lính, 10 pháo thủ và 70 thành viên thủy thủ đoàn đã tử trận cùng con tàu. Ngư lôi của Ronquil cũng gây hư hại nặng cho tàu chở hàng Fukurei Maru (5.969 tấn) cùng ngày hôm đó, khiến mục tiêu ngập nước, trôi nổi và mắc cạn gần bờ, và bị loại bỏ khoảng ba tháng sau đó.

#### Chuyến tuần tra thứ hai
Trong chuyến tuần tra thứ hai từ ngày 30 tháng 9 đến ngày 28 tháng 11, Ronquil thoạt tiên hoạt động trong thành phần một đội tấn công phối hợp ("Bầy sói") tại khu vực eo biển Bungo, rồi sau đó tham gia cùng sáu tàu ngầm khác để càn quét tàu bè đối phương tại khu vực quần đảo Bonin.

### 1945

#### Chuyến tuần tra thứ ba
Ronquil quay trở lại tiếp tục tuần tra tại quần đảo Bonin trong chuyến tuần tra thứ ba từ ngày 1 tháng 1 đến ngày 14 tháng 2, 1945. Nó cũng đảm nhiệm vai trò tìm kiếm và giải cứu hỗ trợ các phi vụ ném bom xuống các đảo chính quốc Nhật Bản.

#### Chuyến tuần tra thứ tư
Trong chuyến tuần tra thứ tư từ ngày 11 tháng 3 đến ngày 23 tháng 4, Ronquil không bắt gặp mục tiêu nào có giá trị. Thay vào đó nó đã cứu vớt 10 thành viên đội bay một máy bay ném bom B-29 Superfortress bị bắn rơi tại vùng biển quần đảo Bonin.

#### Chuyến tuần tra thứ năm
Chuyến tuần tra thứ năm từ ngày 19 tháng 5 đến ngày 26 tháng 7 đã đưa Ronquil đến hoạt động tại vùng biển Hoa Đông và khu vực Hoàng Hải. Con tàu đang ở lại Trân Châu Cảng sau chuyến tuần tra để huấn luyện khi Nhật Bản chấp nhận đầu hàng vào ngày 15 tháng 8, giúp chấm dứt vĩnh viễn cuộc xung đột.

### 1945 – 1952
Quay trở về San Diego, California vào mùa Thu năm 1945, Ronquil hoạt động huấn luyện tại vùng bờ Tây cho đến tháng 1, 1947, khi nó rời San Diego cho lượt hoạt động đầu tiên tại khu vực Tây Thái Bình Dương sau chiến tranh. Chuyến đi kéo dài gần bốn tháng đã đưa con tàu đến Tahiti, quần đảo Caroline, quần đảo Mariana, Nhật Bản và Hoàng Hải. Khi quay trở về San Diego, nó tiếp tục hoạt động huấn luyện và thực hành chống tàu ngầm tại vùng bờ Tây.
Đi vào Xưởng hải quân Mare Island, Ronquil được cho xuất biên chế vào tháng 5, 1952 để được hiện đại hóa trong khuôn khổ Chương trình Công suất đẩy dưới nước lớn hơn (GUPPY IIA). Tháp chỉ huy được tái cấu trúc suôn thẳng hơn giúp cải thiện đáng kể tốc độ lặn dưới nước; dàn ắc-quy được gia tăng dung lượng để nâng tầm xa khi lặn. Nó cũng bổ sung ống hơi để vận hành động cơ diesel khi lặn ở độ sâu kính tiềm vọng; đồng thời nó cũng lắp đặt thiết bị điện tử mới, sonar và hệ thống kiểm soát hỏa lực tiên tiến hơn.

### 1953 – 1971
Nhập biên chế trở lại vào ngày 16 tháng 1, 1953, Ronquil lên đường vào ngày 12 tháng 6 để đi sang Nhật Bản, đi đến căn cứ Yokosuka trước khi đi đến Tokyo vào ngày 19 tháng 7. Tại đây nó tham gia "Lễ hội Tàu đen" ghi nhớ chuyến đi của Thiếu tướng Hải quân Matthew Perry đến mở cửa Nhật Bản vào năm 1852. Trong suốt tháng 8 và tháng 9, con tàu tham gia tập trận chống tàu ngầm và huấn luyện tại vùng biển Nhật Bản, rồi quay trở về San Diego vào ngày 11 tháng 12. Nó được đại tu, huấn luyện ôn tập và tập trận cũng như tham gia huấn luyện cho nhân sự Hải quân Dự bị Hoa Kỳ.
Lên đường vào ngày 21 tháng 3, 1955, Ronquil có một lược phục vụ tại khu vực Tây Thái Bình Dương, và quay trở về vào cuối tháng 9. Sau hai năm hoạt động thường lệ tại vùng bờ Tây, nó lại lên đường vào ngày 31 tháng 7, 1957 cho một lược phục vụ khác tại Viễn Đông kéo dài bảy tháng. Từ ngày 3 đến ngày 7 tháng 7, 1958, nó cùng các tàu chiến khác kỷ niệm 50 năm sự kiệm Hạm đội Great White đi đến San Francisco, California. Chiếc tàu ngầm lại lên đường vào ngày 6 tháng 4, 1959 cho một chuyến đi sang Viễn Đông kéo dài năm tháng. Trong tháng 7 và tháng 8, 1960 nó tham gia đợt tập trận chống tàu ngầm quy mô lớn tại vùng biển Đông Thái Bình Dương phối hợp với lực lượng Hoa Kỳ và Hải quân Hoàng gia Canada.
Đầu mùa Thu năm 1961, Ronquil lại lên đường đi sang Viễn Đông, và quay trở về vào tháng 3, 1962. Con tàu tham gia đợt thao diễn chống tàu ngầm trước khi được đại tu, rồi khởi hành từ San Diego vào tháng 11, 1963 để phục vụ cùng Đệ Thất hạm đội. Sau khi quay trở về, nó tiếp tục hoạt động thường lệ dọc theo vùng bờ Tây cho đến tháng 2, 1965, khi nó được phái sang khu vực Đông Nam Á để hoạt động ngoài khơi Việt Nam trong năm tháng. Đến giữa năm 1966, nó lại có một lượt phục vụ cùng Đệ Thất hạm đội tại Viễn Đông, rồi quay trở về vùng bờ Tây vào tháng 2, 1967. Vào tháng 8, 1967, nó tham gia những cảnh quay trong bộ phim Ice Station Zebra, thể hiện chiếc tàu ngầm hư cấu USS Tigerfish (SSN-509).
Lên đường vào ngày 26 tháng 12, 1967, Ronquil có chuyến đi sang vùng biển Nhật Bản, nơi nó tham gia tập trận phối hợp cùng các đơn vị hải quân Hoa Kỳ, Canada, Lực lượng phòng vệ biển Nhật Bản và Hải quân Hoàng gia Australia; nó quay trở về vùng bờ Tây vào ngày 2 tháng 7, 1968. Một lượt phục vụ khác tại khu vực Tây Thái Bình Dương kéo dài từ ngày 4 tháng 7 đến ngày 24 tháng 12, 1969. Chiếc tàu ngầm trải qua đợt sửa chữa và đại tu vào cuối tháng 1, 1970, rồi sang tháng 8 có một đợt biệt phái phục vụ cùng Đệ Thất hạm đội, và đã hoạt động trong cuộc Chiến tranh Việt Nam trước khi quay trở về San Diego vào ngày 5 tháng 3, 1971.
Vào ngày 1 tháng 7, 1971 Ronquil được cho xuất biên chế đồng thời rút tên khỏi danh sách Đăng bạ Hải quân.

### Isaac Peral(S-32)
Chiếc tàu ngầm được chuyển cho Tây Ban Nha trong khuôn khổ Chương trình viện trợ quân sự, và nhập biên chế cùng Hải quân Tây Ban Nha như là chiếc Isaac Peral (S-32), trở thành tàu chiến thứ ba của Tây Ban Nha được đặt cái tên này, theo tên Isaac Peral (1851–1895), sĩ quan hải quân và là người tiên phong trong lĩnh vực tàu ngầm tại Tây Ban Nha. Isaac Peral khởi hành từ San Diego để quay trở về Tây Ban Nha, đi đến Cartagena vào ngày 22 tháng 8, 1971.
Isaac Peral được dự định ngừng hoạt động vào năm 1982, nhưng phải hoãn lại cho đến khi chiếc tàu ngầm mới Siroco sẵn sàng. Cuối cùng Isaac Peral được cho xuất biên chế vào ngày 3 tháng 4, 1984.

## Phần thưởng
Ronquil được tặng thưởng sáu Ngôi sao Chiến trận do thành tích phục vụ trong Thế Chiến II. Nó được ghi công đã đánh chìm hai tàu Nhật Bản với tổng tải trọng 10.614 tấn.
|                           |  |  |
| Silver star · Bronze star |  |  |

| Dãi băng Hoạt động Tác chiến                                            | Dãi băng Hoạt động Tác chiến         | Huân chương Chiến dịch Hoa Kỳ        | Huân chương Chiến dịch Hoa Kỳ |
| Huân chương Chiến dịch Châu Á-Thái Bình Dương với 6 Ngôi sao Chiến trận | Huân chương Chiến thắng Thế Chiến II | Huân chương Chiến thắng Thế Chiến II | Huân chương Phục vụ Việt Nam  |